# 川越泰博
川越 泰博（かわごえ やすひろ、1946年8月19日 - ）は、日本の東洋史学者、中央大学名誉教授。

## 略歴
宮崎県日南市生まれ。1976年中央大学大学院文学研究科東洋史学科博士課程単位取得満期退学、1996年「明代建文朝史の研究」で博士（史学）の学位を取得。1984年中央大学文学部専任講師、1987年助教授、1992年教授となり、2017年定年、名誉教授。明代史が専門。

## 著書
- 『中国典籍研究』国書刊行会 1978
- 『北京小史』国書刊行会 1982
- 『明代建文朝史の研究』汲古書院 1997
- 『明代異国情報の研究』汲古書院 1999
- 『明代中国の軍制と政治』国書刊行会 2001
- 『明代中国の疑獄事件 藍玉の獄と連座の人々』風響社 2002
- 『四字熟語歴史漫筆』あじあブックス 大修館書店 2002
- 『明代長城の群像』汲古書院 2003
- 『モンゴルに拉致された中国皇帝 明英宗の数奇なる運命』研文出版 2003
- 『漢字の生態学 日本語を鍛える漢字力のために』彩流社 2005
- 『永楽政権成立史の研究』汲古書院 2016
- 『明朝档案が開く新地平 明代軍事・変乱史研究の新階梯 談話会』人文研ブックレット 中央大学人文科学研究所 2017

### 共著編
- 『日中・日朝関係研究文献目録』石井正敏共著 国書刊行会 1976
- 『東洋学関係目録集 第1』編 国書刊行会 1979
- 『東洋学著作目録類総覧』編 沖積舎 1980
- 『中国名数辞典』編. 国書刊行会 1980
- 『新編東洋学論集内容総覧』荷見守義共編 風響社 1997
- 『明清史論集 中央大学川越研究室二十周年記念』編 国書刊行会 2004
- 『様々なる変乱の中国史』編 汲古書院 2016

### 翻訳
- 『明史』中国古典新書続編  明徳出版社 2004

## 論文
- <川越泰博